# Von
Von [fon], po navadi zapisano kot von, je nemški predlog, ki pomeni iz oz. od.
Ko je predlog uporabljen kot del nemških priimkov, lahko označuje pripadnika plemstva, podobno kot francoski de. V določenih časih in državah je bilo prepovedano uporabljati von kot del priimka, če nisi bil plemič. 
Toda v srednjem veku je bil von zelo razširjen tudi med neplemiškim prebivalstvom; npr. Hans von Duisburg je pomenil Hans iz (mesta) Duisburg.
Odprava monarhije v Nemčiji in Avstriji leta 1919 je pomenila, da nobena država ni več imela privilegirana plemstva. V Nemčiji je tako von postal le del priimka, ki so ga uporabljali; prav tako ni bilo več nobenih pravnih omejitev glede uporabe vona v priimkih.
V Avstriji so odpravili privilegije plemstva in tudi njihove nazive, ki so bili odstranjeni iz priimkov. Tako je Friedrich von Hayek leta 1919 postal Friedrich Hayek.
V nordijskih državah je von pogost, a ne univerzalen del plemiških družin nemškega porekla.